# Dobsonia praedatrix
Dobsonia praedatrix är en däggdjursart som beskrevs av K. Andersen 1909. Dobsonia praedatrix ingår i släktet Dobsonia och familjen flyghundar. IUCN kategoriserar arten globalt som livskraftig. Inga underarter finns listade.
Denna flyghund lever på Bismarckarkipelagen. Arten vistas i låglandet och i kulliga områden upp till 300 meter över havet. Habitatet utgörs av fuktiga skogar och dessutom uppsöker Dobsonia praedatrix trädgårdar och fruktodlingar. Individerna vilar i den täta växtligheten eller sällan i grottor. De bildar där flockar.